# Vuelta de la Juventud de Colombia
La Vuelta de la Juventud de Colombia (localmente conocida como Vuelta de la Juventud y también denominada como Vuelta a Colombia Sub-23 entre los años 2006 a 2010), es una competencia de ciclismo en ruta que se realiza en Colombia con corredores de categoría Sub-23.
La primera edición se corrió en 1968 y ha sido ganada por ciclistas con destacada actuación a nivel nacional e internacional como Rafael Antonio Niño, Fabio Parra, Oliverio Rincón, Marlon Pérez, Mauricio Soler, Fabio Duarte, Sergio Henao, Carlos Betancur, Miguel Ángel López y el ecuatoriano Richard Carapaz.

## Palmarés

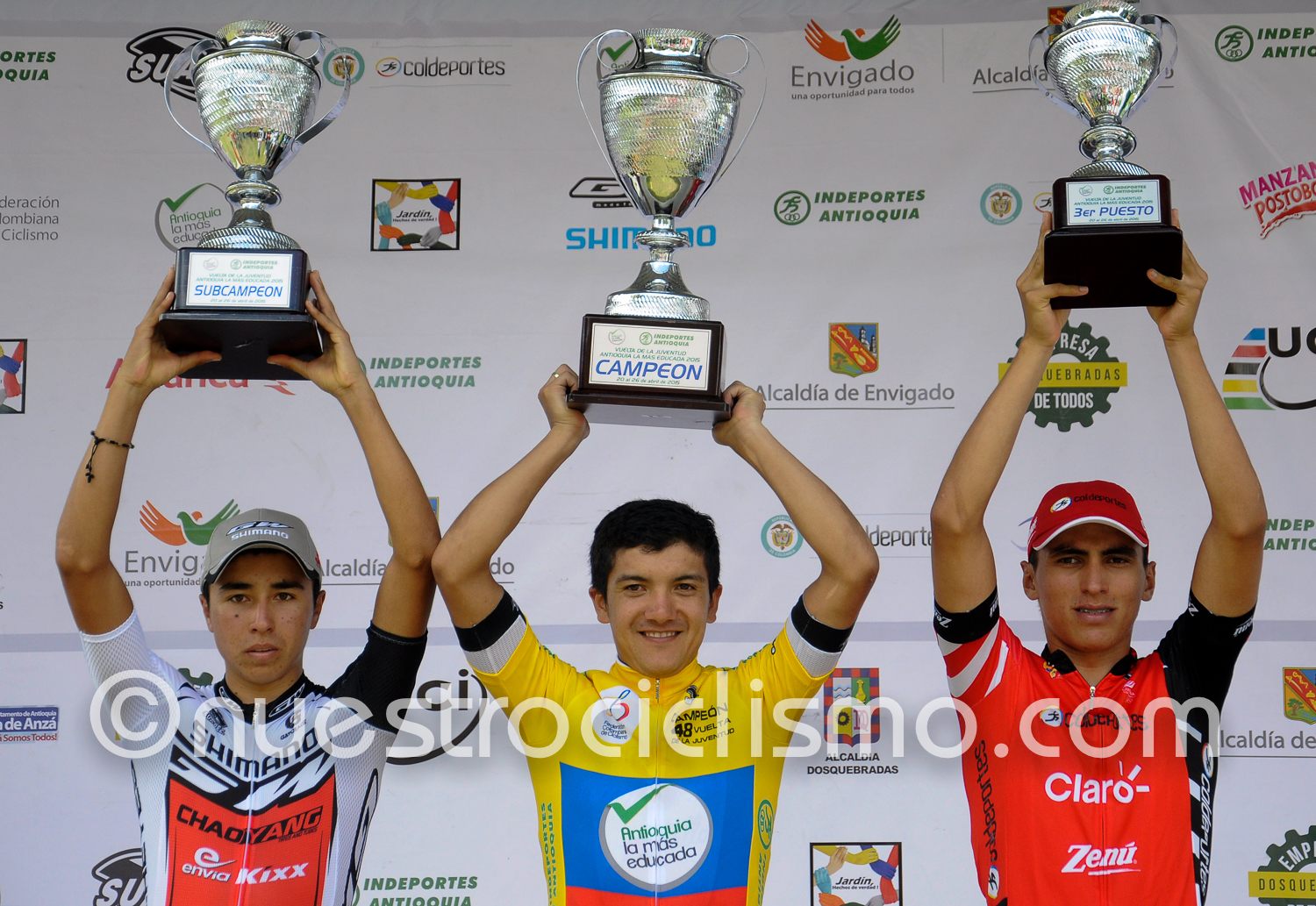
Podio de la Vuelta de la Juventud de Colombia 2015

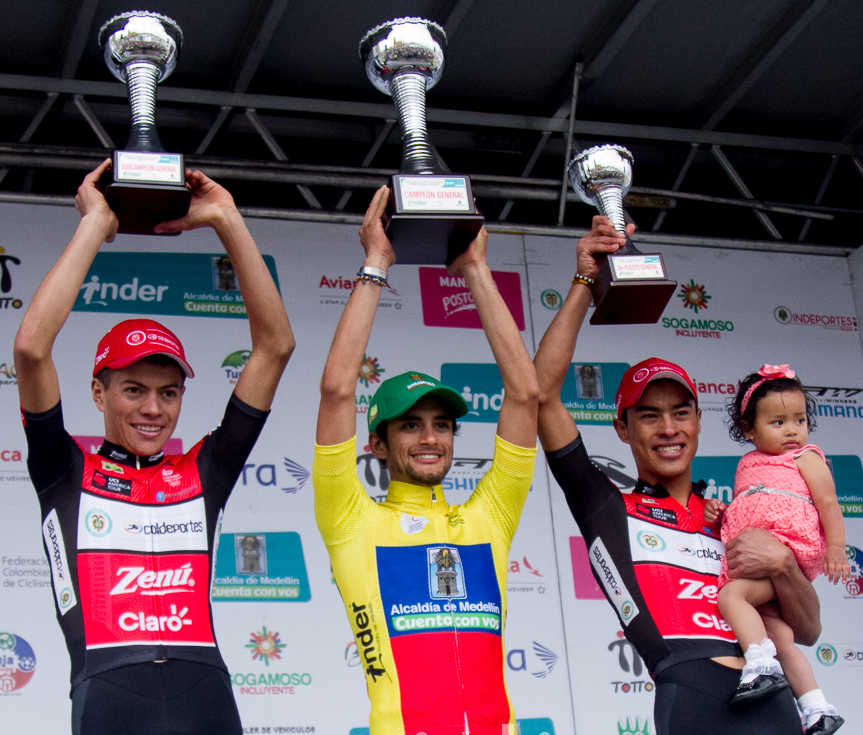
Podio de la Vuelta de la Juventud de Colombia 2017

| Año  | Ganador                  | Segundo               | Tercero                |
| ---- | ------------------------ | --------------------- | ---------------------- |
| 1968 | Manuel Puerto            | Augusto Estrada       | Luis Reategui          |
| 1969 | Alberto Duarte           | Ramiro Tangarife      | Carlos A. Zapata       |
| 1970 | Rafael Antonio Niño      | Pedro Rodas           | Juan de Dios Morales   |
| 1971 | Jorge E. Correa          | Wilfredo Insuasty     | Carlos Campaña         |
| 1972 | Efraín Pulido            | Desierto              | Guillermo Mejía        |
| 1973 | Guillermo León Mejía     | Hugo Hernández        | José Vargas            |
| 1974 | Julio Alberto Rubiano    | Hugo Hernández        | Segundo Gomajoa        |
| 1975 | Manuel Ignacio Gutiérrez | Juan Pachón           | José López             |
| 1976 | Faustino Cristancho      | Rafael Acevedo        | Jorge Orlando Figueroa |
| 1977 | Jorge Orlando Figueroa   | William Cañón         | Rafael Acevedo         |
| 1978 | Rafael Tolosa            | Fabio Parra           | Fabio Casas            |
| 1979 | Fabio Parra              | Carlos Gutiérrez      | Héctor Orozco          |
| 1980 | Martín Ramírez           | Samuel Cabrera        | Israel Corredor        |
| 1981 | Gerardo Moncada          | Omar Hernández        | Marco León             |
| 1982 | Néstor Mora              | Nilton Ortiz          | José Vicente Díaz      |
| 1983 | Eduardo Acevedo          | Álvaro Lozano         | Abelardo Rondón        |
| 1984 | Juan Carlos Castillo     | Henry Cárdenas        | Luis Alberto González  |
| 1985 | William Palacio          | Luis Alberto González | Alberto Camargo        |
| 1986 | José Vicente Díaz        | Josué López           | Héctor Castaño         |
| 1987 | Josué López              | Martín Farfán         | Luis Saavedra          |
| 1988 | Álvaro Mejía             | Oliverio Rincón       | Hernán Buenahora       |
| 1989 | Oliverio Rincón          | Augusto Triana        | Jairo Obando           |
| 1990 | Édgar Humberto Ruiz      | Rúber Albeiro Marín   | José Ibáñez            |
| 1991 | Omar Trompa              | Argiro Zapata         | Juan Carlos Vargas     |
| 1992 | Raúl Montaña             | Argiro Zapata         | Juan Diego Ramírez     |
| 1993 | Jairo Hernández          | Freddy Moncada        | Ramón García           |
| 1994 | Freddy Moncada           | Giovanny Huertas      | Carlos Contreras       |
| 1995 | Iván Parra               | Hernán Darío Bonilla  | César Goyeneche        |
| 1996 | Víctor Hugo Peña         | Oved Yesid Ramírez    | César Goyeneche        |
| 1997 | Iván Parra               | Marlon Pérez          | Daniel Rincón          |
| 1998 | Marlon Pérez             | Luis Orán Castañeda   | Edilberto Suárez       |
| 1999 | Mauricio Ardila          | Luis Orán Castañeda   | Alexánder Giraldo      |
| 2000 | Mauricio Ardila          | Mauricio Ortega       | Javier González        |
| 2001 | Luis Felipe Laverde      | Mauricio Henao        | Giovanny Chacón        |
| 2002 | Alejandro Ramírez        | Mauricio Soler        | Wilson Cepeda          |
| 2003 | Juan Carlos López        | Alejandro Ramírez     | Mauricio Soler         |
| 2004 | Mauricio Soler           | Rafael Infantino      | Julián Rodas           |
| 2005 | Fabio Duarte             | Edwin Parra           | Arley Montoya          |
| 2006 | Fabio Duarte             | Alejandro Serna       | Edwin Parra            |
| 2007 | Óscar Sánchez            | Juan Pablo Villegas   | Wilson Grisales        |
| 2008 | Sergio Henao             | Fabio Duarte          | Cayetano Sarmiento     |
| 2009 | Carlos Betancur          | Edison Mahecha        | Ramiro Rincón          |
| 2010 | Javier Gómez             | Edward Beltrán        | Daniel Jaramillo       |
| 2011 | Daniel Jaramillo         | Michael Rodríguez     | Ronald Gómez           |
| 2012 | Ronald Gómez             | James Jaramillo       | Sebastián Henao        |
| 2013 | César Villegas           | Daniel Jaramillo      | Sebastián Henao        |
| 2014 | Miguel Ángel López       | Brayan Ramírez        | Hernando Bohórquez     |
| 2015 | Richard Carapaz          | Aldemar Reyes         | Jhonatan Restrepo      |
| 2016 | Diego Cano               | Cristian Camilo Muñoz | Hernán Aguirre         |
| 2017 | Sergio Martínez          | Cristian Camilo Muñoz | Germán Chaves          |
| 2018 | Luis Fernando Jiménez    | Alejandro Osorio      | Cristian Camilo Muñoz  |
| 2019 | Jesús David Peña         | Adrián Bustamante     | Andrés Camilo Ardila   |
| 2020 | Diego Camargo            | Óscar Duvián Gálvis   | Germán Darío Gómez     |
| 2021 | Jesús David Peña         | Didier Merchán        | Germán Dario Gómez     |
| 2022 | Germán Dario Gómez       | Juan Tito Rendón      | Frank Flórez           |
| 2023 | Germán Dario Gómez       | Cristián David Rico   | Jhonatán Chaves        |
| 2024 | Héctor Ferney Molina     | Diego Pescador        | Jaider Muñoz           |
| 2025 | Juan Felipe Rodríguez    | Estiven García        | Yonatan Castro         |

## Palmarés por países
| País     | Victorias |
| -------- | --------- |
| Colombia | 57        |
| Ecuador  | 1         |

## Posteriores ganadores de la Vuelta a Colombia
Un total de siete ganadores de la Vuelta de la Juventud también han ganado la Vuelta a Colombia:
| Corredor            | Vuelta de la Juventud | Vuelta a Colombia                  |
| ------------------- | --------------------- | ---------------------------------- |
| Rafael Antonio Niño | 1970                  | 1970, 1973, 1975, 1977, 1978, 1980 |
| Fabio Parra         | 1979                  | 1981, 1992                         |
| Oliverio Rincón     | 1989                  | 1989                               |
| Sergio Luis Henao   | 2008                  | 2010                               |
| Fabio Duarte        | 2005, 2006            | 2019, 2022                         |
| Diego Camargo       | 2020                  | 2020                               |
| Miguel Ángel López  | 2014                  | 2023                               |